# Los Cardales
Los Cardales is een plaats in het Argentijnse bestuurlijke gebied Exaltación de la Cruz in de provincie Buenos Aires. De plaats telt 5.342 inwoners.